# Abdelhadi Belkhayat
Pour les articles homonymes, voir Belkhayat.
 (janvier 2018).
Si vous disposez d'ouvrages ou d'articles de référence ou si vous connaissez des sites web de qualité traitant du thème abordé ici, merci de compléter l'article en donnant les références utiles à sa vérifiabilité et en les liant à la section « Notes et références ».
Abdelhadi Belkhayat est un chanteur et acteur marocain né en 1940 à Fès.

## Biographie
Il a très tôt quitté sa ville natale pour s'installer à Casablanca. Une audition à la radio Marocaine, le pousse rapidement sur le devant de la scène, dominée à l'époque par Mohamed Fouiteh, Maâti Belkacem et Brahim El Alami.
Il réussit à imposer son style avec sa voix chaleureuse et ses mélodies d'influences orientales. Il représente la nouvelle génération avec Abdelwahab Doukkali, Latifa Amal, Mohamed Hayani.
Abdelhadi Belkhayat s'inscrit au conservatoire supérieur de musique arabe du Caire. Les trois années (entre 1965 et 1967) passées là-bas lui ont permis de se faire connaître du public égyptien.
En 1973, son concert à l'Olympia de Paris rassemble plus de gens sur le trottoir que dans la salle par manque de places[réf. nécessaire]. À cette même époque, il tente une carrière cinématographique avec deux rôles proposés par le réalisateur marocain Abdellah Mesbahi : Silence, sens interdit (1973) et Où cachez-vous le soleil ? (1979) où il partage la vedette avec Abdelwahab Doukkali. Ces films, tournés entièrement au Caire, sont restés inédits au Maroc.
Pendant ce temps, il multiplie les collaborations avec des auteurs comme Ahmed Taïeb El Alj, Abderrafiî Jaouahiri et le compositeur Abdeslam Amer qui ont su populariser son côté classique tout en lui apportant une touche chic et romantique. El Qamar el ahmar, achati'e Fi Qalbi jarh q'dim, Aouni nensak sont de grands classiques qui font partie intégrante du patrimoine collectif marocain. La voix forte de Belkhayat présente l'avantage de s'adapter à différents genres musicaux. Il peut passer sans difficulté de la plus difficile qassida de Mohammed Abdelwahab au plus populaire des airs de Houcine Slaoui. Le succès continue jusqu'à la fin des années 1980 où il entame une période mystique et se consacre exclusivement aux psalmodies coraniques. Il se retire dans une mosquée casablancaise et fait l'imam pendant quelques années.